# 布勞內爾 (堪薩斯州)
布勞內爾（英語：Brownell）是一個位於美國堪薩斯州內斯縣的城市。

## 地方資料
根據2020年美國人口普查的數據，布勞內爾的面積為0.51平方千米，當中陸地面積為0.51平方千米，而水域面積為0.00平方千米。當地共有人口23人，而人口密度為每平方千米45.1人。